# Frank de Boer
Franciscus "Frank" de Boer, född den 15 maj 1970 i Hoorn, är en nederländsk professionell fotbollstränare och före detta -spelare. Han är yngre tvillingbror till Ronald de Boer.

## Spelarkarriär
de Boer var mittback och spelade 112 landskamper för Nederländerna, vilket var rekord fram till 2006 då han passerades av Edwin van der Sar. Han var även lagkapten i landslaget under flera år och spelmotor under VM 1998 och EM 2000.
de Boer spelade under många år för Ajax och gick därefter till den spanska storklubben Barcelona. Han hade en mycket bra vänsterfot och var en farlig frisparksskytt på distans. Efter Barcelona spelade han för turkiska Galatasaray, skotska Rangers samt qatariska Al Rayyan och Al-Shamal.

## Tränarkarriär
de Boer var 2008–2010 assisterande förbundskapten för Nederländerna, samtidigt som han var ungdomstränare i hans gamla klubb Ajax. Därefter, i december 2010, befordrades han till huvudtränare för Ajax, en position han behöll till och med säsongen 2015/16. Under denna tid vann klubben Eredivisie fyra år i rad 2011–2014. Han skrev därefter på för italienska Inter, men därifrån fick han sparken redan efter cirka tre månader. Följande säsong utsågs han till tränare för engelska Crystal Palace, men där gick det ännu sämre. Han fick gå efter att klubben inlett säsongen 2017/18 med fyra raka förluster utan att göra ett enda mål.
Inför säsongen 2019 anlitades de Boer som tränare för Atlanta United i Major League Soccer (MLS). Den 23 september 2020 blev han klar som ny förbundskapten i Nederländernas landslag.

## Meriter
Som spelare
- Eredivisie: 1990, 1994, 1995, 1996, 1998
- Nederländska cupen: 1993, 1998
- Nederländska supercupen: 1993, 1994, 1995
- Uefa Champions League: 1995
- Uefacupen: 1992
- Uefa Super Cup: 1995
- EM i fotboll: 1992, 2000, 2004
  - Semifinal: 1992, 2000, 2004
- VM i fotboll: 1994, 1998
  - Semifinal: 1998
  - Kvartsfinal: 1994

Som tränare
- Eredivisie: 2011, 2012, 2013, 2014